# لارس آنرشتال
لارس آنرشتال (انگلیسی: Lars Unnerstall؛ زادهٔ ۲۰ ژوئیهٔ ۱۹۹۰) بازیکن فوتبال اهل آلمان است. از باشگاه‌هایی که در آن بازی کرده‌است می‌توان به باشگاه فوتبال فورتونا دوسلدورف و باشگاه فوتبال شالکه ۰۴ اشاره کرد. وی همچنین در تیم ملی فوتبال جوانان آلمان بازی کرده‌است.

## یادکرد ویکی‌پدیا
- مشارکت‌کنندگان ویکی‌پدیا. «Lars Unnerstall». در دانشنامهٔ ویکی‌پدیای انگلیسی، بازبینی‌شده در ۱۵ مه ۲۰۲۱.